# ChinaGAP
ChinaGAP là bộ tiêu chuẩn thực hành sản xuất nông nghiệp tốt do chính phủ Trung Quốc và GlobalGAP đã kết hợp để xây dựng áp dụng cho sản xuất nông nghiệp tại Trung Quốc nhằm cung cấp sản phẩm an toàn cho thị trường quốc tế.
ChinaGAP có 2 mức, mức 1 là mức chứng nhận hạng 2 cấp cho những nông dân tuân theo một số điều bắt buộc chủ yếu trên cơ sở của GlobalGAP; mức hạng nhất được cấp cho những nông dân phải tuân thủ toàn bộ những quy định bắt buộc chủ yếu và thứ yếu. Chứng nhận ChinaGAP hạng nhất hướng đến tương đương với chứng nhận của GlobalGAP.